# Crampagna
Crampagna, en occitan Crampanhan, est une commune française située dans le nord du département de l'Ariège, en région Occitanie. Sur le plan historique et culturel, la commune fait partie du pays de Foix, composé de la partie centrale du Plantaurel, du massif de l'Arize et d'un tronçon de la vallée de l'Ariège avec ses quelques affluents, mais qui n'est plus que l'ombre du prestigieux comté qui s'étendit jusqu'à l'Espagne et même au-delà.
Exposée à un climat océanique altéré, elle est drainée par l'Ariège, le ruisseau de Carol et par divers autres petits cours d'eau. La commune possède un patrimoine naturel remarquable : un site Natura 2000 (« Garonne, Ariège, Hers, Salat, Pique et Neste »), un espace protégé (le « cours de l'Ariège ») et cinq zones naturelles d'intérêt écologique, faunistique et floristique.
Crampagna est une commune rurale qui compte 952 habitants en 2022, après avoir connu une forte hausse de la population depuis 1975. Elle appartient à l'unité urbaine de Pamiers et fait partie de l'aire d'attraction de Pamiers. Ses habitants sont appelés les Crampagnais ou Crampagnaises.
Le patrimoine architectural de la commune comprend un immeuble protégé au titre des monuments historiques : le château, inscrit en 2015.

## Géographie

### Localisation
- 1Carte dynamique
- 2Carte OpenStreetMap
- 3Carte topographique
- 4Carte avec les communes environnantes

La commune de Crampagna se trouve dans le département de l'Ariège, en région Occitanie.
Elle se situe à 7 km à vol d'oiseau de Foix, préfecture du département, et à 3 km de Varilhes, bureau centralisateur du canton du Val d'Ariège dont dépend la commune depuis 2015 pour les élections départementales.
La commune fait en outre partie du bassin de vie de Pamiers.
Les communes les plus proches sont : 
Saint-Jean-de-Verges (1,7 km), Loubières (2,3 km), Varilhes (2,6 km), Dalou (2,9 km), Rieux-de-Pelleport (3,2 km), Vernajoul (4,7 km), Loubens (5,3 km), Benagues (5,4 km).
Sur le plan historique et culturel, Crampagna fait partie du pays de Foix, composé de la partie centrale du Plantaurel, du massif de l'Arize et d'un tronçon de la vallée de l'Ariège avec ses quelques affluents, mais qui n'est plus que l'ombre du prestigieux comté qui s'étendit jusqu'à l'Espagne et même au-delà.
Crampagna est limitrophe de huit autres communes.
Les communes limitrophes sont Baulou, Foix, Loubens, Loubières, Rieux-de-Pelleport, Saint-Jean-de-Verges, Varilhes et Vernajoul.
|         | Rieux-de-Pelleport | Varilhes             |
| Loubens | Crampagna          | Saint-Jean-de-Verges |
| Baulou  | Loubières          | Foix, Vernajoul      |

### Géologie et relief
La commune est située dans le Bassin aquitain, le deuxième plus grand bassin sédimentaire de la France après le Bassin parisien. Les terrains affleurants sur le territoire communal sont constitués de roches sédimentaires datant du Cénozoïque, l'ère géologique la plus récente sur l'échelle des temps géologiques, débutant il y a 66 millions d'années. La structure détaillée des couches affleurantes est décrite dans les feuilles « n°1057 - Pamiers » et « n°1075 - Foix » de la carte géologique harmonisée au 1/50 000ème du département de l'Ariège, et leurs notices associées,.
La superficie cadastrale de la commune publiée par l’Insee, qui sert de références dans toutes les statistiques, est de 10,02 km2,. La superficie géographique, issue de la BD Topo, composante du Référentiel à grande échelle produit par l'IGN, est quant à elle de 9,96 km2. Son relief est relativement accidenté puisque la dénivelée maximale atteint 351 mètres. L'altitude du territoire varie entre 335 m et 686 m.

### Hydrographie

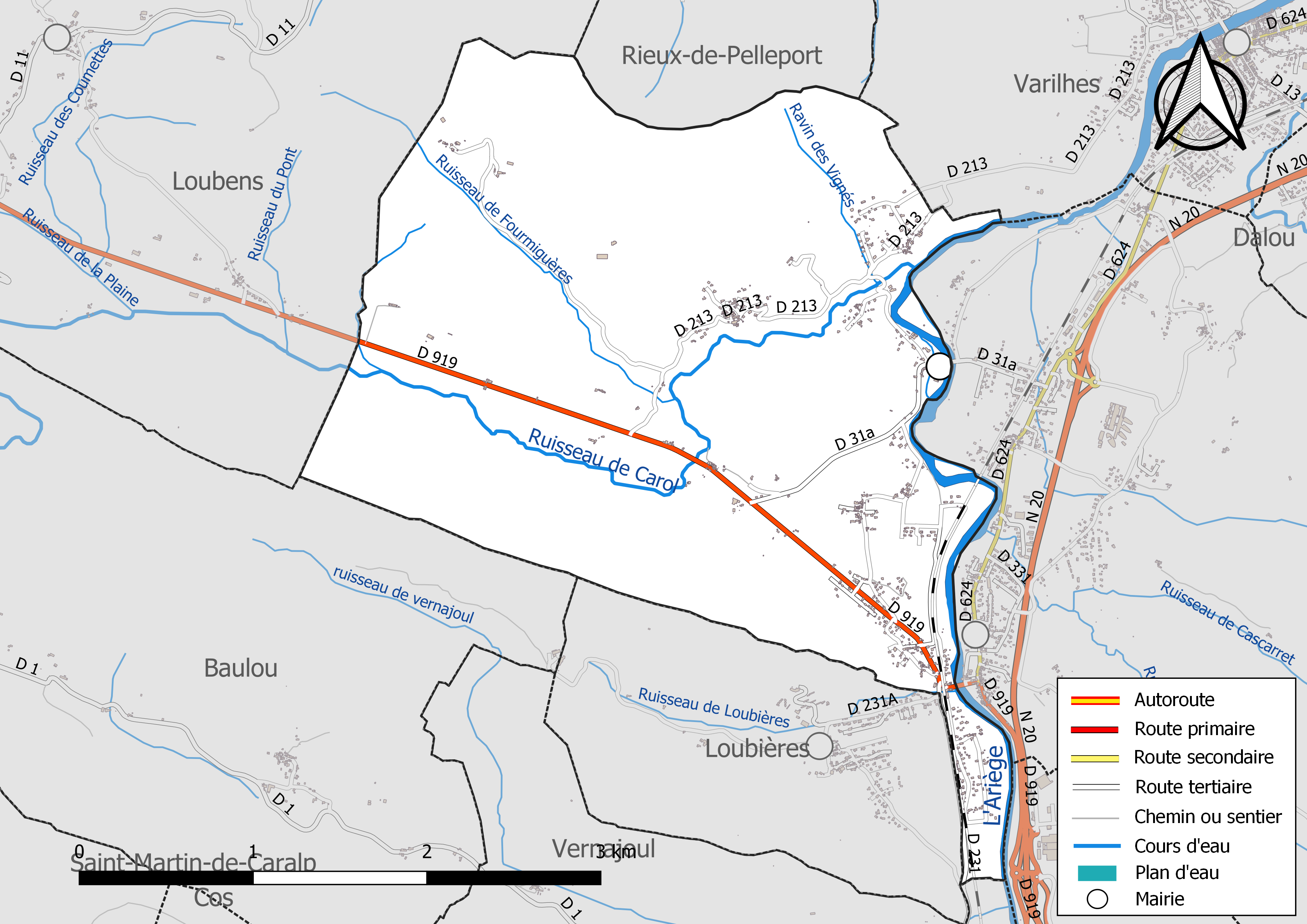
Réseaux hydrographique et routier de Crampagna.

La commune est dans le bassin versant de la Garonne, au sein du bassin hydrographique Adour-Garonne. Elle est drainée par l'Ariège, le ruisseau de Carol, un bras de l'Ariège, un bras de l'Ariège, un bras de l'Ariège, le ravin des Vignés, le ruisseau de Fourmiguères, le ruisseau de Loubières et par un petit cours d'eau, constituant un réseau hydrographique de 14 km de longueur totale,.
L'Ariège, d'une longueur totale de 162,91 km, prend sa source dans la commune de Porta et s'écoule du sud vers le nord. Elle traverse la commune et se jette dans la Garonne à Portet-sur-Garonne, après avoir traversé 56 communes.
Le ruisseau de Carol, d'une longueur totale de 13,4 km, prend sa source dans la commune de Saint-Martin-de-Caralp et s'écoule du sud vers le nord puis d'ouest en est. Il traverse la commune et se jette dans l'Ariège à Saint-Jean-de-Verges, après avoir traversé 5 communes.

### Climat
Pour des articles plus généraux, voir Climat de l'Occitanie et Climat de l'Ariège.
En 2010, le climat de la commune est de type climat océanique altéré, selon une étude s'appuyant sur une série de données couvrant la période 1971-2000. En 2020, Météo-France publie une typologie des climats de la France métropolitaine dans laquelle la commune est exposée à un climat de montagne et est dans la région climatique Pyrénées centrales, caractérisée par une pluviométrie annuelle de 1 000 à 1 200 mm.
Pour la période 1971-2000, la température annuelle moyenne est de 12,5 °C, avec une amplitude thermique annuelle de 15,7 °C. Le cumul annuel moyen de précipitations est de 874 mm, avec 9,5 jours de précipitations en janvier et 6 jours en juillet. Pour la période 1991-2020, la température moyenne annuelle observée sur la station météorologique la plus proche, située sur la commune de Cos à 6 km à vol d'oiseau, est de 12,4 °C et le cumul annuel moyen de précipitations est de 1 004,0 mm,. Pour l'avenir, les paramètres climatiques de la commune estimés pour 2050 selon différents scénarios d'émission de gaz à effet de serre sont consultables sur un site dédié publié par Météo-France en novembre 2022.

### Milieux naturels et biodiversité

#### Espaces protégés
La protection réglementaire est le mode d’intervention le plus fort pour préserver des espaces naturels remarquables et leur biodiversité associée,.
Un  espace protégé est présent sur la commune : 
le « cours de l'Ariège », objet d'un arrêté de protection de biotope, d'une superficie de 159,9 ha.

#### Réseau Natura 2000

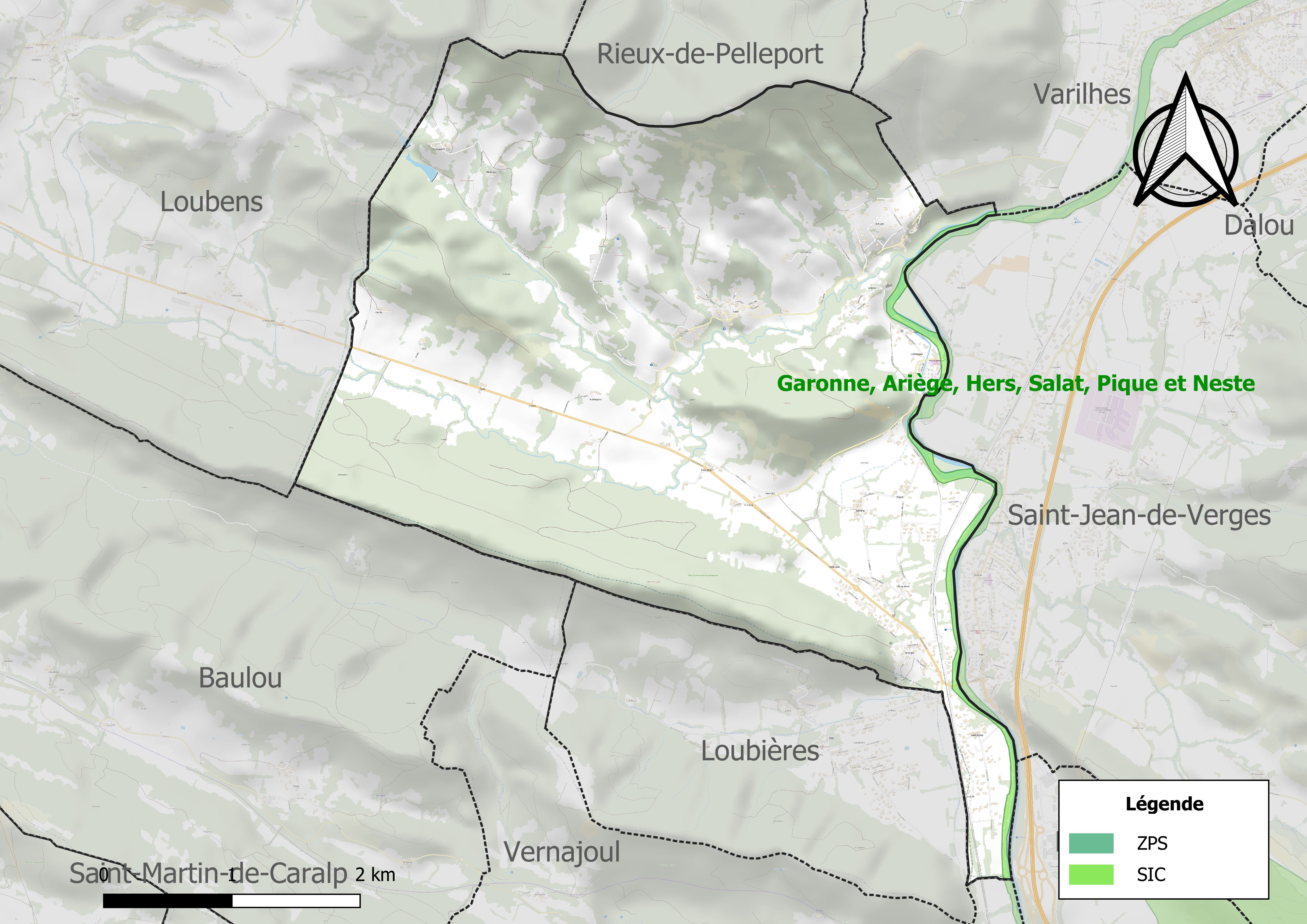
Site Natura 2000 sur le territoire communal.

Le réseau Natura 2000 est un réseau écologique européen de sites naturels d'intérêt écologique élaboré à partir des directives habitats et oiseaux, constitué de zones spéciales de conservation (ZSC) et de zones de protection spéciale (ZPS).
Un site Natura 2000 a été défini sur la commune au titre de la directive habitats : « Garonne, Ariège, Hers, Salat, Pique et Neste », d'une superficie de 9 581 ha, un réseau hydrographique pour les poissons migrateurs, avec des zones de frayères actives et potentielles importantes pour le Saumon en particulier qui fait l'objet d'alevinages réguliers et dont des adultes atteignent déjà Foix sur l'Ariège.

#### Zones naturelles d'intérêt écologique, faunistique et floristique
L’inventaire des zones naturelles d'intérêt écologique, faunistique et floristique (ZNIEFF) a pour objectif de réaliser une couverture des zones les plus intéressantes sur le plan écologique, essentiellement dans la perspective d’améliorer la connaissance du patrimoine naturel national et de fournir aux différents décideurs un outil d’aide à la prise en compte de l’environnement dans l’aménagement du territoire.
Trois ZNIEFF de type 1 sont recensées sur la commune :
- les « coteaux des bords de l'Ariège à Crampagna » (11 ha), couvrant 2 communes du département[32] ;
- le « cours de l'Ariège » (1 341 ha), couvrant 112 communes dont 86 dans l'Ariège et 26 dans la Haute-Garonne[33],
- « le Plantaurel : du Mas d'Azil à l'Ariège » (15 850 ha), couvrant 26 communes du département[34] ;

et deux ZNIEFF de type 2, : 
- « L'Ariège et ripisylves » (1 975 ha), couvrant 56 communes dont 43 dans l'Ariège et 13 dans la Haute-Garonne[35] ;
- « le Plantaurel » (42 116 ha), couvrant 72 communes dont 68 dans l'Ariège, 2 dans l'Aude et 2 dans la Haute-Garonne[36].

Carte des ZNIEFF de type 1 et 2 à Crampagna.
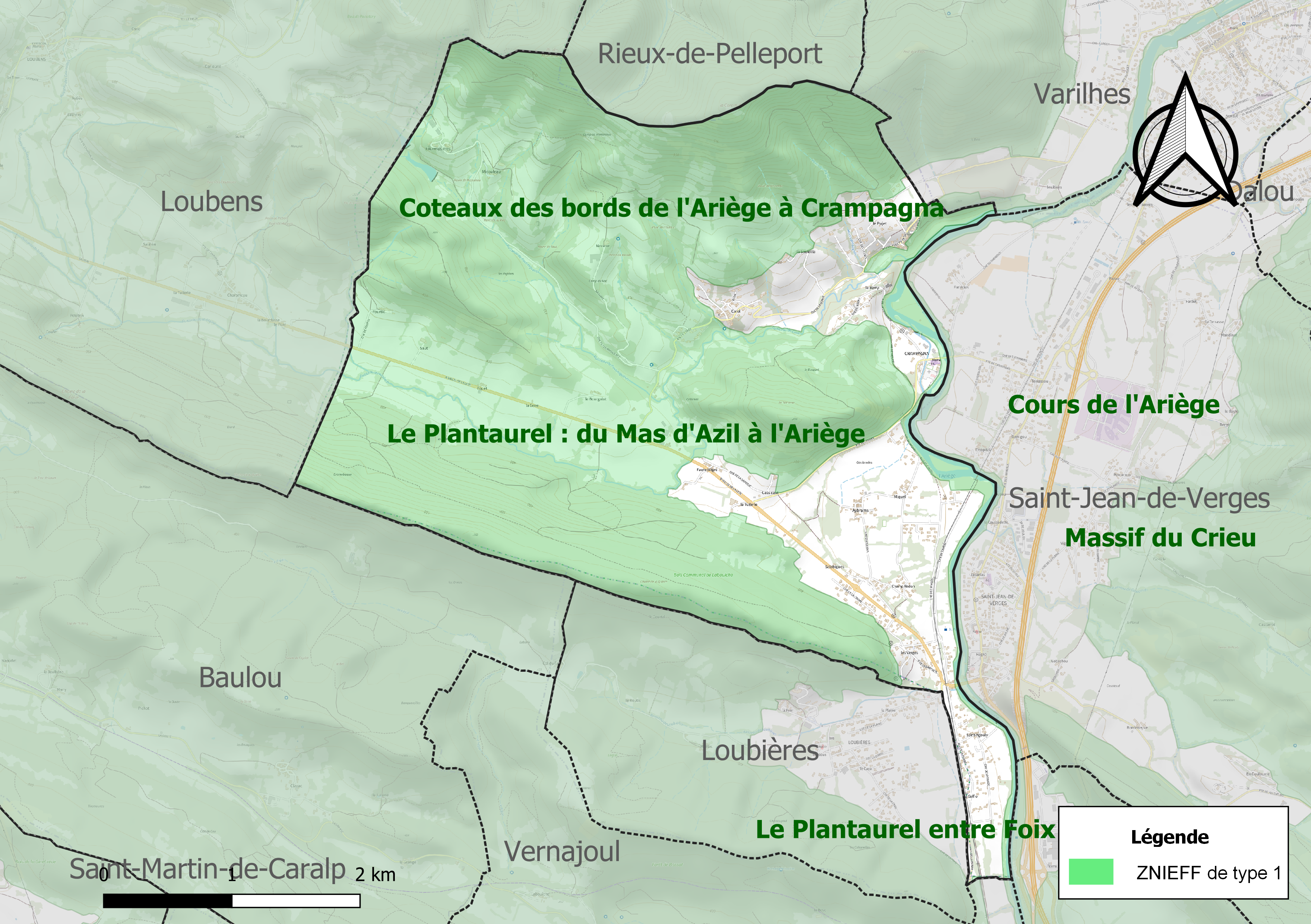
Carte des ZNIEFF de type 1 sur la commune.
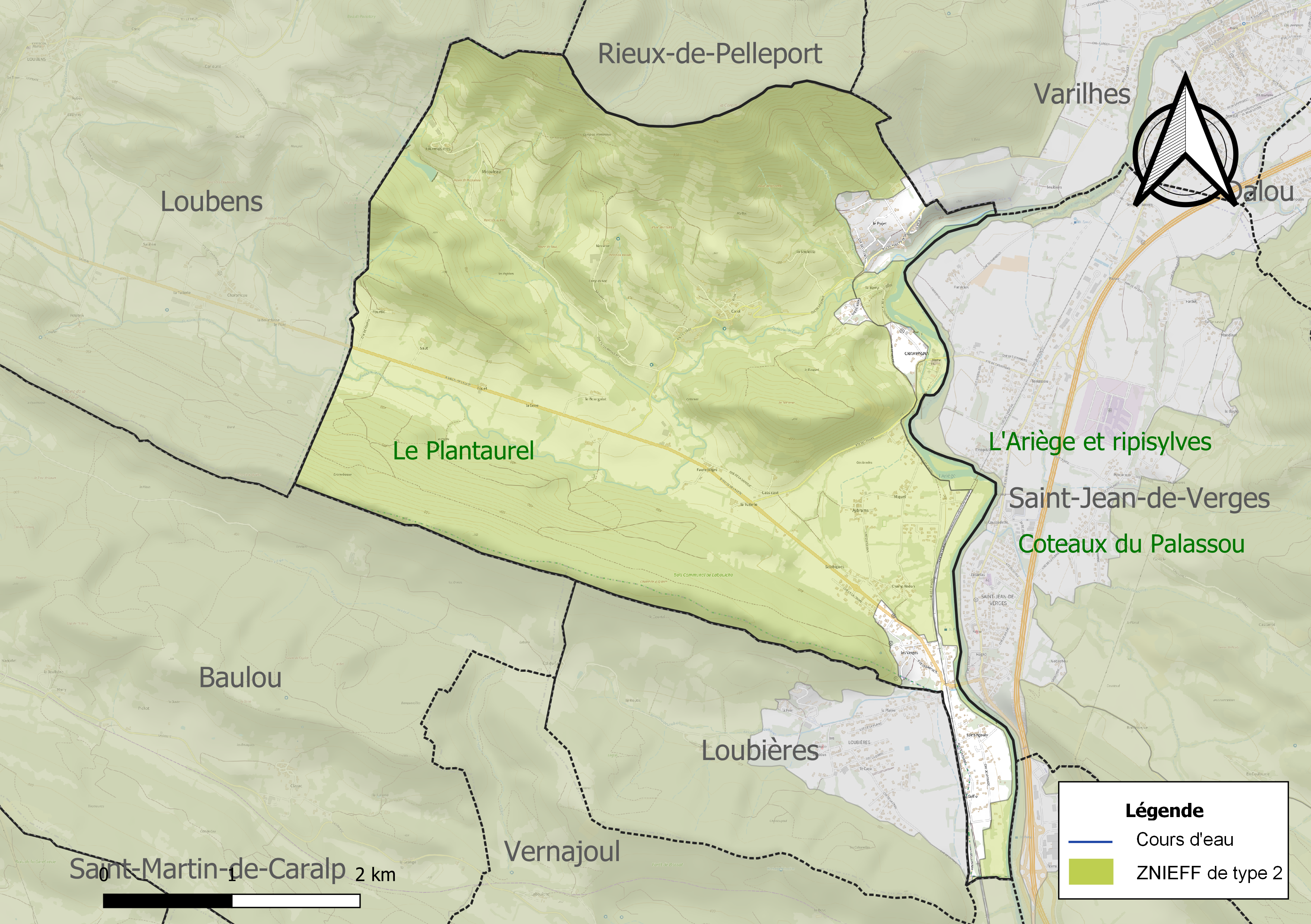
Carte des ZNIEFF de type 2 sur la commune.

## Urbanisme

### Typologie
Au 1er janvier 2024, Crampagna est catégorisée bourg rural, selon la nouvelle grille communale de densité à 7 niveaux définie par l'Insee en 2022.
Elle appartient à l'unité urbaine de Pamiers, une agglomération intra-départementale dont elle est une commune de la banlieue,. Par ailleurs la commune fait partie de l'aire d'attraction de Pamiers, dont elle est une commune de la couronne,. Cette aire, qui regroupe 52 communes, est catégorisée dans les aires de moins de 50 000 habitants,.

### Occupation des sols

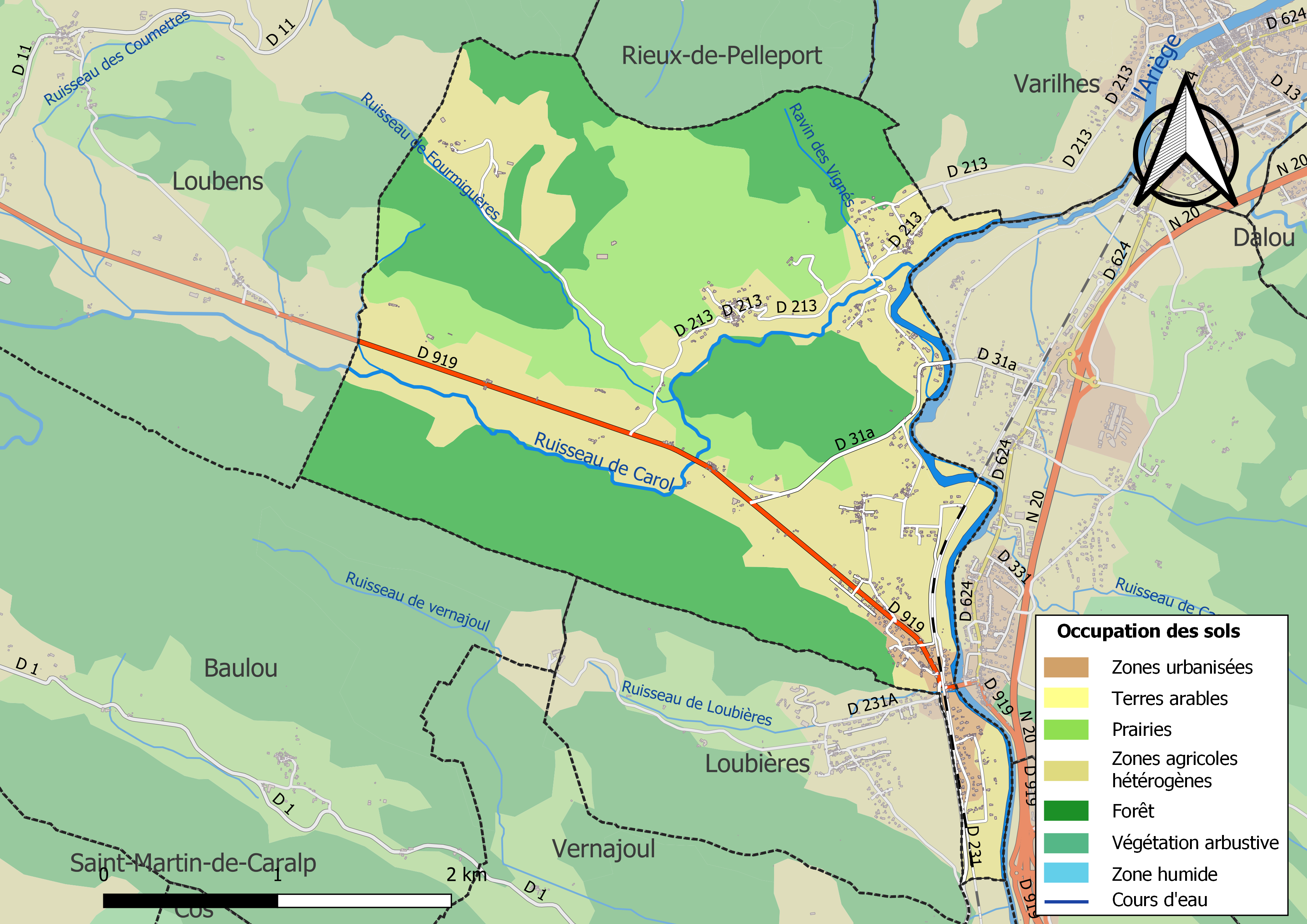
Carte des infrastructures et de l'occupation des sols de la commune en 2018 (CLC).

L'occupation des sols de la commune, telle qu'elle ressort de la base de données européenne d’occupation biophysique des sols Corine Land Cover (CLC), est marquée par l'importance des territoires agricoles (56 % en 2018), en diminution par rapport à 1990 (57,1 %). La répartition détaillée en 2018 est la suivante : 
forêts (41 %), zones agricoles hétérogènes (35,9 %), prairies (20,1 %), zones urbanisées (3,1 %). L'évolution de l’occupation des sols de la commune et de ses infrastructures peut être observée sur les différentes représentations cartographiques du territoire : la carte de Cassini (XVIIIe siècle), la carte d'état-major (1820-1866) et les cartes ou photos aériennes de l'IGN pour la période actuelle (1950 à aujourd'hui).

### Hameaux
Aybrams, Carol, Faurenegre, Fourmiguères, Pradas, le Puget, les Vergès...

### Habitat et logement
En 2018, le nombre total de logements dans la commune était de 406, alors qu'il était de 372 en 2013 et de 296 en 2008.
Parmi ces logements, 87,5 % étaient des résidences principales, 8,8 % des résidences secondaires et 3,8 % des logements vacants. Ces logements étaient pour 94,5 % d'entre eux des maisons individuelles et pour 5,3 % des appartements.
Le tableau ci-dessous présente la typologie des logements à Crampagna en 2018 en comparaison avec celle de l'Ariège et de la France entière. Une caractéristique marquante du parc de logements est ainsi une proportion de résidences secondaires et logements occasionnels (8,8 %) inférieure à celle du département (24,6 %) mais supérieure à celle de la France entière (9,7 %). Concernant le statut d'occupation de ces logements, 78 % des habitants de la commune sont propriétaires de leur logement (80 % en 2013), contre 66,3 % pour l'Ariège et 57,5 % pour la France entière.
| Typologie                                               | Crampagna | Ariège | France entière |
| ------------------------------------------------------- | --------- | ------ | -------------- |
| Résidences principales (en %)                           | 87,5      | 65,7   | 82,1           |
| Résidences secondaires et logements occasionnels (en %) | 8,8       | 24,6   | 9,7            |
| Logements vacants (en %)                                | 3,8       | 9,7    | 8,2            |

### Risques majeurs
Le territoire de la commune de Crampagna est vulnérable à différents aléas naturels : inondations, climatiques (grand froid ou canicule), feux de forêts, mouvements de terrains et séisme (sismicité modérée). Il est également exposé à deux risques technologiques,  le transport de matières dangereuses et la rupture d'un barrage,.

#### Risques naturels

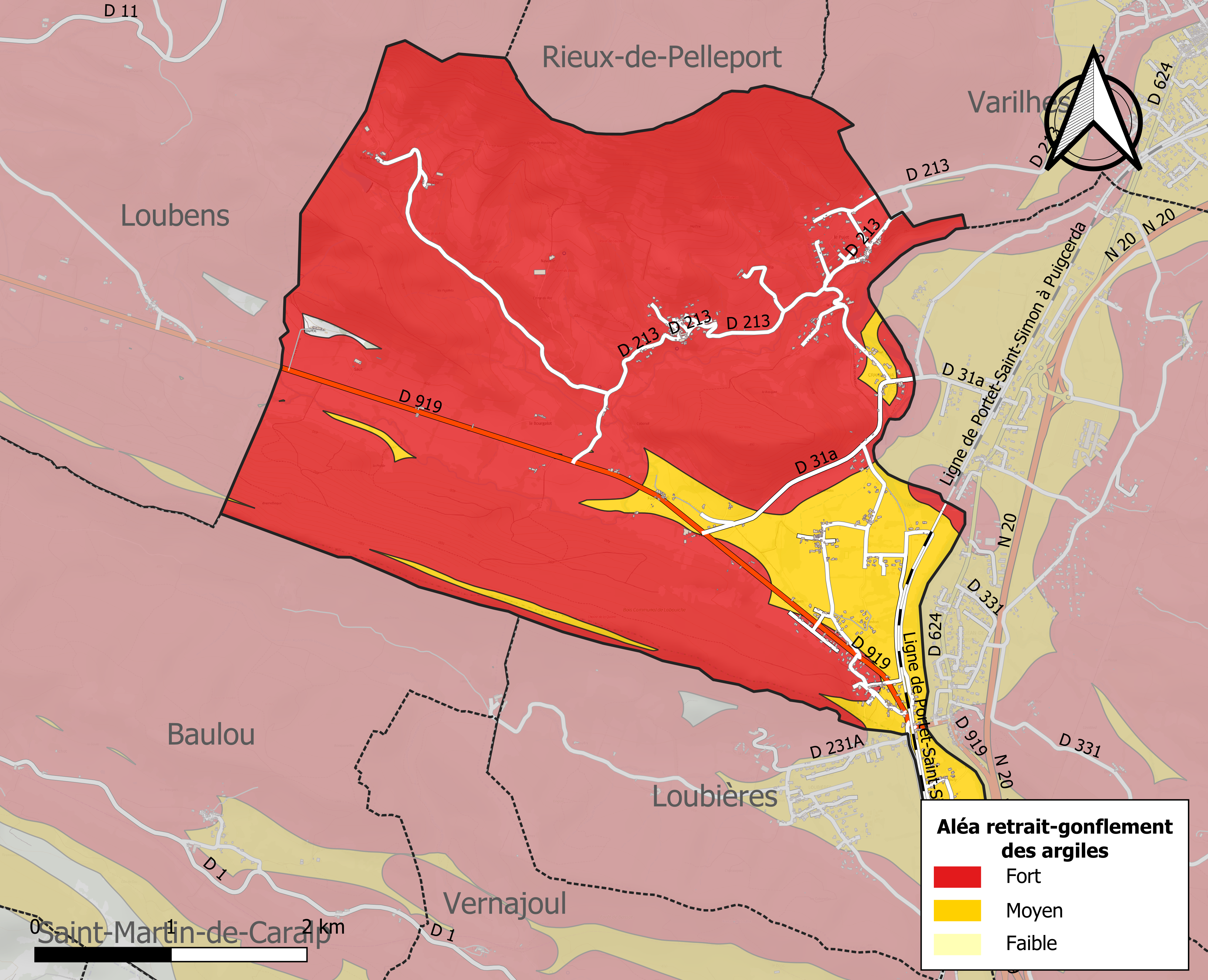
Zonage de l'aléa retrait-gonflement des argiles sur la commune de Crampagna.

Certaines parties du territoire communal sont susceptibles d’être affectées par le risque d’inondation par débordement, crue torrentielle d'un cours d'eau, l'Ariège, ou ruissellement d'un versant. L’épisode de crue le plus marquant dans le département reste sans doute celui de 1875. Parmi les inondations marquantes plus récentes concernant le cours d'eau de l'Ariège figurent la crue torrentielle de 1982 et les inondations de plaine de 1996 et de 2005 de la Basse vallée de l'Ariège.
Les mouvements de terrains susceptibles de se produire sur la commune sont soit des chutes de blocs, soit des glissements de terrains, soit des effondrements liés à des cavités souterraines, soit des mouvements liés au retrait-gonflement des argiles. Près de 50 % de la superficie du département est concernée par l'aléa retrait-gonflement des argiles, dont la commune de Crampagna. L'inventaire national des cavités souterraines permet par ailleurs de localiser celles situées sur la commune.
Ces risques naturels sont pris en compte dans l'aménagement du territoire de la commune par le biais d'un plan de prévention des risques (PPR) inondation et mouvement de terrain approuvé le 21 juillet 2005.

#### Risques technologiques
Le risque de transport de matières dangereuses par une infrastructure routière ou ferroviaire ou par une canalisation de transport de gaz concerne la commune. Un accident se produisant sur une telle infrastructure est en effet susceptible d’avoir des effets graves au bâti ou aux personnes jusqu’à 350 m, selon la nature du matériau transporté. Des dispositions d’urbanisme peuvent être préconisées en conséquence.
Dans le département de l’Ariège on dénombre cinq grands barrages susceptibles d’occasionner des dégâts en cas de rupture. La commune fait partie des 80 communes susceptibles d’être touchées par l’onde de submersion consécutive à la rupture d’un de ces barrages.

## Politique et administration

### Découpage territorial
La commune de Crampagna est membre de la communauté d'agglomération Pays Foix-Varilhes, un établissement public de coopération intercommunale (EPCI) à fiscalité propre créé le 16 novembre 2016 dont le siège est à Foix. Ce dernier est par ailleurs membre d'autres groupements intercommunaux.
Sur le plan administratif, elle est rattachée à l'arrondissement de Foix, au département de l'Ariège, en tant que circonscription administrative de l'État, et à la région Occitanie.
Sur le plan électoral, elle dépend du canton du Val d'Ariège pour l'élection des conseillers départementaux, depuis le redécoupage cantonal de 2014 entré en vigueur en 2015, et de la première circonscription de l'Ariège  pour les élections législatives, depuis le redécoupage électoral de 1986.

### Administration municipale
Le nombre d'habitants au recensement de 2017 étant compris entre 500 et 1 499 habitants, le nombre de membres du conseil municipal pour l'élection de 2020 est de quinze,.

### Liste des maires
| Période    | Période  | Identité                      | Étiquette  | Qualité  |
| ---------- | -------- | ----------------------------- | ---------- | -------- |
| avant 1872 |          | Gustave de Goujet de Castéras |            |          |
|            |          |                               |            |          |
| 1993       | 2020     | Joseph Puigmal                | DVG Ex-PCF | Retraité |
| 2020       | En cours | Michel Mabillot               | -          | -        |

## Population et société

### Démographie
L'évolution du nombre d'habitants est connue à travers les recensements de la population effectués dans la commune depuis 1793. Pour les communes de moins de 10 000 habitants, une enquête de recensement portant sur toute la population est réalisée tous les cinq ans, les populations de référence des années intermédiaires étant quant à elles estimées par interpolation ou extrapolation. Pour la commune, le premier recensement exhaustif entrant dans le cadre du nouveau dispositif a été réalisé en 2007.

En 2022, la commune comptait 952 habitants, en évolution de +16,1 % par rapport à 2016 (Ariège : +1,48 %, France hors Mayotte : +2,11 %).
| 1793 | 1800 | 1806 | 1821 | 1831 | 1836 | 1841 | 1846 | 1851 |
| ---- | ---- | ---- | ---- | ---- | ---- | ---- | ---- | ---- |
| 432  | 386  | 466  | 467  | 624  | 637  | 632  | 698  | 702  |

| 1856 | 1861 | 1866 | 1872 | 1876 | 1881 | 1886 | 1891 | 1896 |
| ---- | ---- | ---- | ---- | ---- | ---- | ---- | ---- | ---- |
| 635  | 646  | 624  | 654  | 651  | 640  | 625  | 622  | 559  |

| 1901 | 1906 | 1911 | 1921 | 1926 | 1931 | 1936 | 1946 | 1954 |
| ---- | ---- | ---- | ---- | ---- | ---- | ---- | ---- | ---- |
| 534  | 511  | 511  | 455  | 424  | 401  | 353  | 331  | 306  |

| 1962 | 1968 | 1975 | 1982 | 1990 | 1999 | 2006 | 2007 | 2012 |
| ---- | ---- | ---- | ---- | ---- | ---- | ---- | ---- | ---- |
| 331  | 321  | 308  | 404  | 509  | 560  | 602  | 608  | 735  |

| 2017 | 2022 | - | - | - | - | - | - | - |
| ---- | ---- | - | - | - | - | - | - | - |
| 840  | 952  | - | - | - | - | - | - | - |

| selon la population municipale des années : | 1968 | 1975 | 1982 | 1990 | 1999 | 2006 | 2009 | 2013 |
| Rang de la commune dans le département      | 88   | 93   | 60   | 52   | 50   | 52   | 53   | 36   |
| Nombre de communes du département           | 340  | 328  | 330  | 332  | 332  | 332  | 332  | 332  |

### Enseignement
Crampagna fait partie de l'académie de Toulouse.
L'éducation est assurée par un regroupement pédagogique intercommunal, avec les communes de Saint-Jean-de-Verges et de Loubières.

### Culture et festivités
Salle des fêtes, foyer rural,la fête de Crampagna organisée par Corentin et son tournoi de Molkky

### Activités sportives
Pétanque, pêche, tennis

## Économie

### Revenus
En 2018, la commune compte 341 ménages fiscaux, regroupant 871 personnes. La médiane du revenu disponible par unité de consommation est de 22 100 € (19 820 € dans le département).

### Emploi
| Division       | 2008  | 2013   | 2018   |
| -------------- | ----- | ------ | ------ |
| Commune        | 9 %   | 5,9 %  | 7,7 %  |
| Département    | 8,9 % | 11,1 % | 11,2 % |
| France entière | 8,3 % | 10 %   | 10 %   |

En 2018, la population âgée de 15 à 64 ans s'élève à 511 personnes, parmi lesquelles on compte 78 % d'actifs (70,2 % ayant un emploi et 7,7 % de chômeurs) et 22 % d'inactifs,. En  2018, le taux de chômage communal (au sens du recensement) des 15-64 ans est inférieur à celui de la France et du département, alors qu'en 2008 la situation était inverse.
La commune fait partie de la couronne de l'aire d'attraction de Pamiers, du fait qu'au moins 15 % des actifs travaillent dans le pôle,. Elle compte 188 emplois en 2018, contre 149 en 2013 et 112 en 2008. Le nombre d'actifs ayant un emploi résidant dans la commune est de 368, soit un indicateur de concentration d'emploi de 51,1 % et un taux d'activité parmi les 15 ans ou plus de 60,9 %.
Sur ces 368 actifs de 15 ans ou plus ayant un emploi, 60 travaillent dans la commune, soit 16 % des habitants. Pour se rendre au travail, 95,6 % des habitants utilisent un véhicule personnel ou de fonction à quatre roues, 0,8 % les transports en commun, 2 % s'y rendent en deux-roues, à vélo ou à pied et 1,7 % n'ont pas besoin de transport (travail au domicile).

### Activités hors agriculture
41 établissements sont implantés  à Crampagna au 31 décembre 2019. Le tableau ci-dessous en détaille le nombre par secteur d'activité et compare les ratios avec ceux du département,.
| Secteur d'activité                                                                                        | Commune | Commune | Département |
| Secteur d'activité                                                                                        | Nombre  | %       | %           |
| --- | ------- | ------- | ----------- |
| Ensemble                                                                                                  | 41      | 100 %   | (100 %)     |
| Industrie manufacturière, industries extractives et autres                                                | 2       | 4,9 %   | (12,9 %)    |
| Construction                                                                                              | 12      | 29,3 %  | (14,2 %)    |
| Commerce de gros et de détail, transports, hébergement et restauration                                    | 11      | 26,8 %  | (27,5 %)    |
| Information et communication                                                                              | 1       | 2,4 %   | (1,8 %)     |
| Activités financières et d'assurance                                                                      | 1       | 2,4 %   | (2,8 %)     |
| Activités immobilières                                                                                    | 1       | 2,4 %   | (4,2 %)     |
| Activités spécialisées, scientifiques et techniques et activités de services administratifs et de soutien | 7       | 17,1 %  | (13,2 %)    |
| Administration publique, enseignement, santé humaine et action sociale                                    | 3       | 7,3 %   | (14,4 %)    |
| Autres activités de services                                                                              | 3       | 7,3 %   | (8,8 %)     |

Le secteur de la construction est prépondérant sur la commune puisqu'il représente 29,3 % du nombre total d'établissements de la commune (12 sur les 41 entreprises implantées  à Crampagna), contre 14,2 % au niveau départemental.

### Agriculture
La commune fait partie de la petite région agricole dénommée « Coteaux de l'Ariège ». En 2010, l'orientation technico-économique de l'agriculture  sur la commune est l'élevage de bovins pour la viande.
|                                   | 1988 | 2000 | 2010 |
| --------------------------------- | ---- | ---- | ---- |
| Exploitations                     | 21   | 9    | 10   |
| Superficie agricole utilisée (ha) | 396  | 329  | 650  |

Le nombre d'exploitations agricoles en activité et ayant leur siège dans la commune est passé de 21 lors du recensement agricole de 1988 à 9 en 2000 puis à 10 en 2010, soit une baisse de 52 % en 22 ans. Le même mouvement est observé à l'échelle du département qui a perdu pendant cette période 48 % de ses exploitations. La surface agricole utilisée sur la commune a quant à elle augmenté, passant de 396 ha en 1988 à 650 ha en 2010. Parallèlement la surface agricole utilisée moyenne par exploitation a augmenté, passant de 19 à 65 ha.

## Culture locale et patrimoine

### Lieux et monuments
- Le château de Crampagna, privé, est inscrit monument historique en 1997, date des XIVe, XVIIe et XVIIIe siècles[67],[68].
- Église Saint-Pierre.

### Personnalités liées à la commune
- Arnauld de Campranham, seigneur du village, Vaudois, très hostile aux catholiques mais visiblement connu pour son impartialité, avait été choisi comme arbitre lors du colloque de Pamiers en 1207.

## Pour approfondir